# Le Carillon
Pour les articles homonymes, voir Carillon (homonymie).
Le journal Le Carillon de Hawkesbury (Ontario) est un journal hebdomadaire de langue française qui s'adresse avant tout à la communauté franco-ontarienne. 
Le Carillon fait partie de l'Association de la presse francophone (APF).

## Hyperliens
- Le Carillon